# 4P/Faye
4P/Faye (también conocido como cometa Faye) es un cometa periódico descubierto en noviembre de 1843, por Hervé Faye desde el Real Observatorio de París.
El cometa fue observado por primera vez por Faye el 23 de noviembre, pero el mal tiempo impidió su confirmación hasta el día 25 del mismo mes. Era muy débil y ya había pasado su perihelio cerca de un mes antes. Otto Wilhelm von Struve informó que el cometa fue visible a simple vista a finales de noviembre. Siguió siendo visible para los telescopios más pequeños hasta el 10 de enero de 1844 y finalmente se perdió a los grandes telescopios el 10 de abril de 1844.
En 1844, Thomas James Henderson calculó que el cometa aparecía sólo tras un corto período; en mayo, su período se había calculado a 7,43 años. Urbain Le Verrier computó las posiciones para la aparición de 1851, prediciendo su perihelio para abril de 1851. Fue comprobado cuando el cometa fue encontrado cerca de su posición prevista el 28 de noviembre de 1850 por James Challis.
El cometa se perdió durante las apariciones para 1903 y 1918 debido a la observación, que aconteció en circunstancias desfavorables. Alcanzó un brillo de aproximadamente la 9ª magnitud en 2006. 